# Rachele Barbieri
Pour les articles homonymes, voir Barbieri.
Rachele Barbieri  née le 21 février 1997 à Pavullo nel Frignano, est une coureuse cycliste professionnelle italienne. Elle court sur route et sur piste. Sur piste, elle est championne du monde de scratch en 2017. 

## Biographie
Rachelle commence par hasard la compétition. En 2015, elle gagne le titre européen du scratch juniors en suivant la roue de Soline Lamboley avant de gagner au sprint. Elle est deuxième du championnat d'Europe sur route au sprint derrière une autre Italienne Nadia Quagliotto,.
En 2016, elle est quatrième du scratch aux championnats d'Europe élite.
L'année suivante, elle participe aux mondiaux sur piste de Hong Kong, où elle remporte au sprint le titre mondial du scratch.
Barbieri s'engage avec dsm-firmenich pour les saisons 2024 à 2026. Elle annonce en novembre 2023 vouloir se consacrer exclusivement au cyclisme sur route.

## Palmarès sur piste

### Championnats du monde
| Édition / Épreuve              | Scratch | Américaine | Élimination |
| Hong Kong 2017                 | Or      | 5e         |             |
| Apeldoorn 2018                 | 9e      |            |             |
| Saint-Quentin-en-Yvelines 2022 |         |            | Argent      |

### Coupe du monde
- 2016-2017
  - 3e de l'américaine à Los Angeles
  - 3e de l'omnium à Apeldoorn
  - 3e de l'omnium à Cali
- 2017-2018
  - Classement général du scratch
  - 1re du scratch à Manchester
  - 3e de l'américaine à Manchester

### Coupe des nations
- 2022
  - 3e de la poursuite par équipes à Glasgow

### Championnats d'Europe
| Édition / Épreuve          | Vitesse par équipes | Poursuite par équipes                                   | Course aux points | Scratch | Américaine        | Omnium | Élimination |
| Athènes 2015 (juniors)     |                     | Or                                                      | Or                |         |                   |        |             |
| Montichiari 2016 (espoirs) |                     |                                                         |                   | Or      |                   |        |             |
| Anadia 2017 (espoirs)      |                     |                                                         |                   | Or      | Bronze            |        |             |
| Plovdiv 2020               |                     | Argent (avec Balsamo, Consonni, Alzini et Guazzini)     |                   |         |                   |        | Argent      |
| Granges 2021               |                     | Argent (avec Fidanza, Paternoster, Alzini et Zanardi)   |                   |         |                   | Bronze |             |
| Munich 2022                |                     | Argent (avec Guazzini, Paternoster, Fidanza et Zanardi) |                   |         | Or (avec Zanardi) | Or     |             |
| Granges 2023               | 7e                  |                                                         |                   |         |                   | 7e     | 13e         |

### Championnats nationaux
- 2015
  -  Championne d'Italie de la poursuite par équipes juniors[9]
  -  Championne d'Italie du scratch juniors[9]
- 2016
  - 2e du scratch
- 2018
  -  Championne d'Italie d'omnium
- 2021
  -  Championne d'Italie de course aux points
  -  Championne d'Italie de course à l'américaine
  -  Championne d'Italie de course par élimination
- 2022
  -  Championne d'Italie d'omnium
  -  Championne d'Italie de course à l'américaine (avec Martina Fidanza)
  -  Championne d'Italie de vitesse par équipes (avec Martina Fidanza et Elena Bissolati)
  -  Championne d'Italie de poursuite par équipes (avec Martina Fidanza, Chiara Consonni et Martina Alzini)
  - 3e du 500 mètres
  - 3e de l'élimination

### Record
- Record du monde de la poursuite par équipes juniors 4 000 m réalisé le 15 juillet 2015 à Athènes avec Elisa Balsamo, Sofia Bertizzolo et Marta Cavalli en 4:33,463 min. Battu le 20 août 2015.

## Palmarès sur route

### Par années
- 2015
  -  Médaillée d'argent du championnat d'Europe sur route juniors
- 2017
  - 4e du championnat d'Europe sur route espoirs
- 2019
  - 3e du Trophée Antonietto Rancilio
- 2021
  - Trophée Antonietto Rancilio
- 2022
  - 3e étape du Bloeizone Fryslân Tour
  - Omloop der Kempen Ladies
  - 2e du championnat d'Italie sur route
  - 2e du Grand Prix Eco-Struct
  -  Médaillée de bronze du championnat d'Europe sur route
  - 3e du Grand Prix de l'Escaut
  - 3e de la Veenendaal-Veenendaal Classic
- 2024
  - 3e du Drentse 8 van Westerveld
- 2025
  - 2e de la Schwalbe Women's One Day Classic

### Résultats sur les grands tours

#### Tour d'Italie
2 participations
- 2022 : 39e
- 2023 : 95e

#### Tour de France
4 participations :
- 2022 : non partante (7e étape)
- 2023 : abandon (4e étape)
- 2024 : 99e
- 2025 : 104e

#### Tour d'Espagne
1 participation
- 2024 : 92e

### Classements mondiaux
| Année                                 | 2016 | 2017 | 2018 | 2019 | 2020 | 2021 | 2022 | 2023 | 2024 |
| ------------------------------------- | ---- | ---- | ---- | ---- | ---- | ---- | ---- | ---- | ---- |
| Classement UCI                        | 556e | 232e | 455e | 565e | nc   | 750e | 35e  | 133e | 124e |
| UCI World Tour                        | nc   | nc   | 212e | nc   | nc   | nc   | 62e  | 107e | 93e  |
|                                       |      |      |      |      |      |      |      |      |      |
| Légende : nc = non classéSource : UCI |      |      |      |      |      |      |      |      |      |

## Palmarès en cyclo-cross
- 2013
  -  Championne d'Italie cadettes